# Janneke Snijder-Hazelhoff
Janna Fennechien (Janneke) Snijder-Hazelhoff (Nieuwe Pekela, 26 december 1952) is een Nederlands politica en bestuurster. Ze is lid van de VVD.

## Leven en werk
Snijder-Hazelhoff bezocht de hbs te Stadskanaal. Verder volgde zij een hbo opleiding tot medisch analist, en was hoofdanalist in een laboratorium van een psychiatrisch ziekenhuis. In 1976 werd ze eigenaar van een melkveehouderij in Wagenborgen. Vervolgens ging zij de politiek in. Ze kwam voor de VVD in de gemeenteraad van Termunten. Na een gemeentelijke herindeling had ze zitting in de gemeenteraad van Delfzijl. Ook was Janneke Snijder lid van de Provinciale Staten van Groningen. Tevens was ze wethouder in Delfzijl.
Op 7 december 1999 kwam ze tussentijds in de Tweede Kamer. Na de Tweede Kamerverkiezingen 2002 moest ze afscheid nemen van het parlement, om op 3 juni 2003 weer terug te keren. In de Kamer hield Snijder-Hazelhoff zich bezig met landbouw, voedselveiligheid en biotechnologie. Na de Tweede Kamerverkiezingen 2012 keerde Snijder-Hazelhoff niet terug in de Kamer.
Op 7 november 2013 werd Snijder-Hazelhoff benoemd tot waarnemend burgemeester van de gemeente Bellingwedde met ingang van 14 november 2013. Per 1 januari 2018 nam Snijder-Hazelhoff afscheid als waarnemend burgemeester van de gemeente Bellingwedde wegens de samenvoeging van de gemeenten Bellingwedde en Vlagtwedde tot de nieuwe gemeente Westerwolde.
Begin juli 2018 werd Snijder-Hazelhoff benoemd tot waarnemend burgemeester van de gemeente Oldebroek. De benoeming ging in op 9 juli 2018. Een jaar later werd Tanja Haseloop-Amsing voorgedragen als burgemeester van Oldebroek. Haseloop-Amsing begon op 3 oktober 2019.
Na de waterschapsverkiezingen van 2023 werd Snijder-Hazelhoff op 27 maart dat jaar door de BoerBurgerBeweging (BBB) in Hunze en Aa's gevraagd op te treden als informateur. Zij kwam op 7 april dat jaar met een beoogde coalitie van BBB, Water Natuurlijk, PvdA en geborgd ongebouwd en werd zij gevraagd om als formateur te begeleiden bij het opstellen van een coalitieakkoord. Op 3 mei dat jaar kwam het daadwerkelijk tot een coalitie tussen deze partijen en werd het beoogde dagelijks bestuur bekendgemaakt.
Op 27 juni 2002 werd Snijder-Hazelhoff benoemd tot ridder in de Orde van Oranje-Nassau.
- Gemeinsame Normdatei: 1036432181
- International Standard Name Identifier: 0000 0003 8877 0781
- Nederlandse Thesaurus van Auteursnamen: 337133425
- Parlement.com: vg09llkw4tzf
- Virtual International Authority File: 282061240
- WorldCat: E39PBJdGT6FFRXmDrYThm8pQMP